# Vichuquén
Vichuquén è un comune del Cile della provincia di Curicó nella Regione del Maule. Al censimento del 2002 possedeva una popolazione di 4.916 abitanti.

## Società

### Evoluzione demografica
| Censimento del 1992 | Censimento del 2002 |
| 4.931 ab.           | 4.916 ab.           |